# Кудрявцев, Николай Павлович (партийный деятель)
Николай Павлович Кудрявцев — советский государственный, партийный и хозяйственный деятель, исполняющий обязанности министра рыбного хозяйства СССР в 1986—1987 годах.

## Биография
Родился в 1921 году в Калязине. Член КПСС.
Окончил Московский институт рыбной промышленности (1939—1941, 1945—1948).
Участник Великой Отечественной войны, в зенитной артиллерии.
В 1948—1991 гг. :
- 1948—1950 главный механик Архангельского рыбокомбината,
- 1950—1961 инструктор, заместитель заведующего, заведующий отделом промышленности Архангельского обкома КПСС,
- 1961—1976 секретарь, с 1966 г. второй секретарь Архангельского обкома КПСС,
- 1976—1988 заместитель, с 1979 г. первый заместитель министра рыбного хозяйства СССР,
- председатель общества дружбы «Советский Союз-Исландия».

Со 2 сентября 1986 по 7 января 1987 года — исполняющий обязанности министра рыбного хозяйства СССР.
Избирался депутатом Верховного Совета РСФСР 7-го, 8-го и 9-го созывов.
Делегат XXIII и XXIV съездов КПСС.

## Награды
- четыре ордена Трудового Красного Знамени,
- орден Дружбы народов,
- орден Отечественной войны 2-й степени,
- знаки «Почётный работник морского флота» и «Почётный работник рыбной промышленности».

Умер в Москве в 2010 году. Похоронен на Троекуровском кладбище.